# Hanford Site

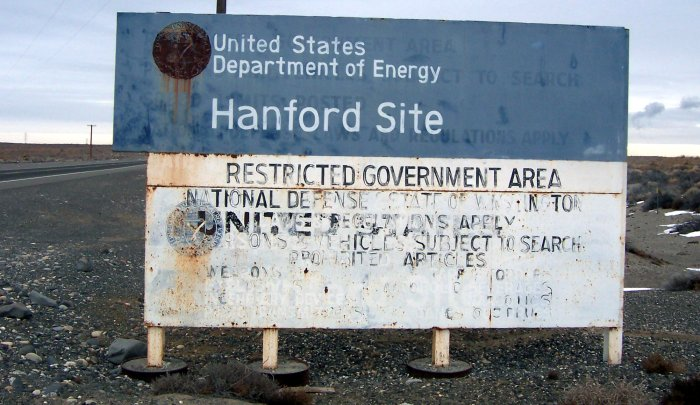
Cartel de entrada a Hanford Site.

Hanford Site es una extensión de terreno que ocupa 1518 kilómetros cuadrados en el Condado de Benton, en la zona centro-sur del estado de Washington, EE. UU. Se estableció en 1943 durante la Segunda Guerra Mundial como parte del Proyecto Manhattan con el fin de proporcionar el plutonio necesario para el desarrollo de las armas nucleares. Las antiguas poblaciones de White Bluffs y Hanford fueron evacuadas para conseguir más espacio.
El plutonio que se manufacturaba en Hanford Site se usó para la construcción de Trinity, la primera arma nuclear, y Fat Man, la bomba que se lanzó en Nagasaki.
En 1989, el Estado de Washington (Departamento de Ecología), la Agencia de Protección Ambiental de los Estados Unidos (EPA) y el Departamento de Energía de los Estados Unidos (DOE) celebraron el Acuerdo Tripartito que establece objetivos o hitos para la limpieza. La EPA y Ecología comparten la supervisión regulatoria basada en CERCLA (Superfund) y RCRA .
Los reactores de producción de armas fueron clausurados al final de la Guerra Fría, y décadas de fabricación dejaron 200 000 m³ de desechos radiactivos de alta actividad almacenados en 177 tanques de almacenamiento, 710 000 m³ de desechos radiactivos sólidos y áreas de aguas subterráneas muy contaminadas con tecnecio-99 y uranio debajo de tres parques de tanques en el sitio, así como el potencial de contaminación futura de las aguas subterráneas debajo de los suelos actualmente contaminados. En 2011, el DOE, la agencia federal encargada de supervisar el sitio, "estabilizó provisionalmente" 149 tanques de una sola carcasa al bombear casi todos los desechos líquidos a 28 tanques de doble carcasa más nuevos. Los sólidos, conocidos como torta de sal y lodos, permanecieron.
Posteriormente, el DOE descubrió que el agua se infiltraba en al menos 14 tanques de una sola carcasa y que uno de ellos había estado goteando alrededor de 2400 l por año en el suelo desde aproximadamente 2010. En 2012, el DOE también descubrió una fuga de un tanque de doble carcasa causada por fallas de construcción y corrosión en el fondo del tanque, y que otros 12 tanques de doble carcasa tenían fallas de construcción similares. Desde entonces, el DOE comenzó a monitorear los tanques de un solo caparazón mensualmente y los tanques de doble capa cada tres años. El DOE también cambió los métodos mediante los cuales monitoreaban los tanques. En marzo de 2014, el DOE anunció más retrasos en la construcción de la Planta de Tratamiento de Residuos, lo que afectará el cronograma para retirar los residuos de los tanques. Los descubrimientos intermitentes de contaminación indocumentada han desacelerado el ritmo y elevado el costo de la limpieza.
En 2007, el sitio de Hanford representó el 60 % de los desechos radiactivos de alta actividad por volumen gestionado por el Departamento de Energía de Estados Unidos y entre el 7 y el 9 % de todos los desechos nucleares en los Estados Unidos (el DOE administra el 15 % de los desechos nucleares en Estados Unidos, siendo el 85 % restante combustible nuclear gastado comercial). Hanford es actualmente el sitio nuclear más contaminado en los Estados Unidos y es el foco de la limpieza ambiental más grande del país.  Además del proyecto de limpieza, Hanford también alberga una planta de energía nuclear comercial, la estación generadora Columbia y varios centros de investigación y desarrollo científicos, como el Laboratorio Nacional del Noroeste del Pacífico , la Instalación de Prueba Fast Flux y el Observatorio LIGO Hanford.
El 10 de noviembre de 2015, fue designado como parte del Parque Histórico Nacional del Proyecto Manhattan junto con otros sitios en Oak Ridge y Los Alamos.
En la actualidad, Hanford Site forma parte del mayor proyecto de limpieza medioambiental del mundo, con muchos retos por resolver frente a los intereses técnicos, políticos, reguladores y culturales. Dicha tarea de limpieza está enfocada en tres frentes: la restauración del corredor del Río Columbia para otros usos, la conversión de la meseta central en una planta de tratamiento y almacenamiento de desperdicios a largo plazo y su preparación para el futuro.
Aunque la mayor parte del Hanford Site original se encuentra en el Condado de Benton, cerca del 20% del terreno actual se extiende por el río Columbia hasta los condados de Grant y Franklin.

## Proyecto Manhattan

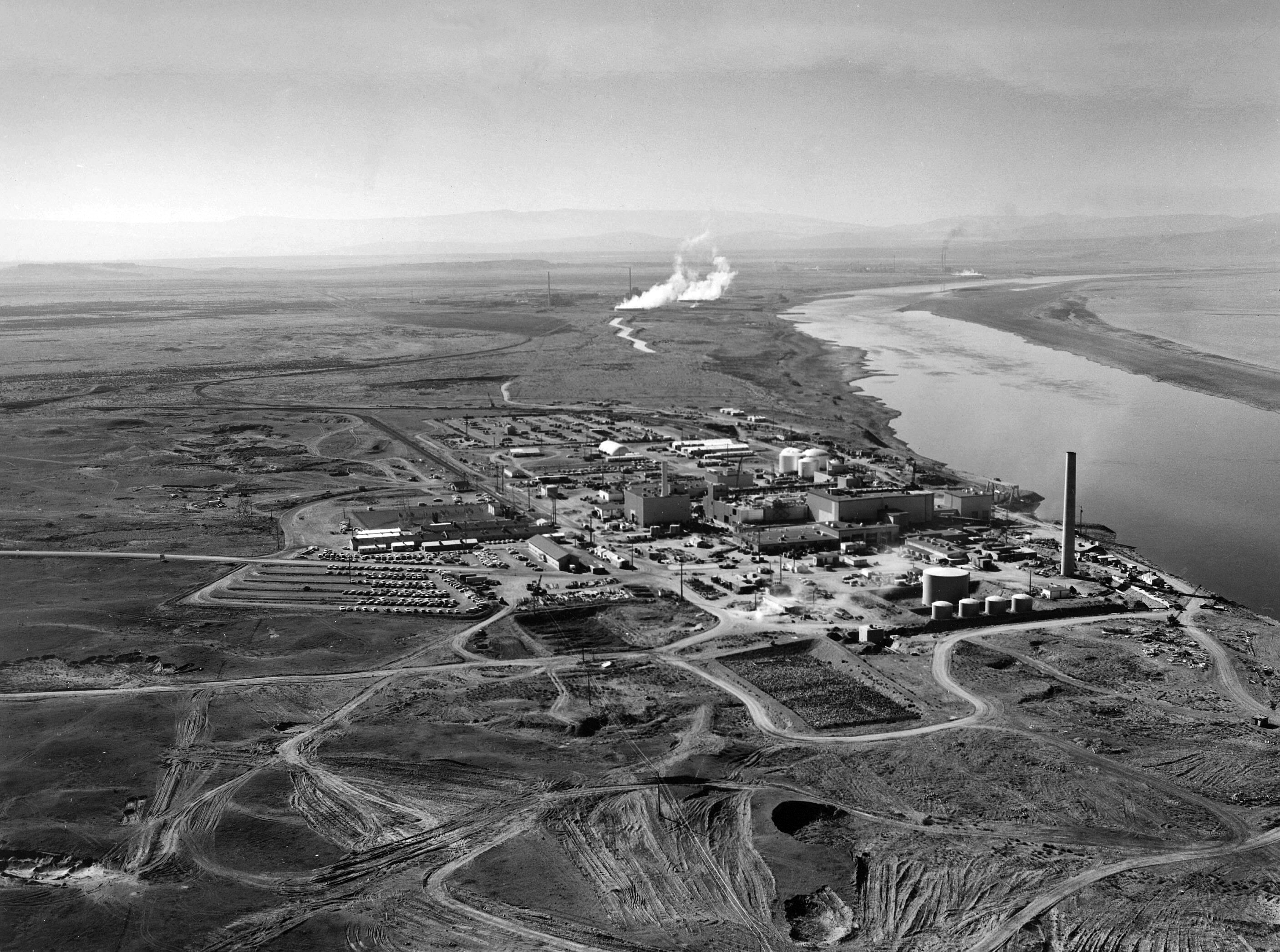
Fila de reactores nucleares a la vera del río Columbia en el Hanford Site en enero de 1960. El Reactor N adelante, y los reactores mellizos KE y KW detrás. El histórico reactor B el primer reactor del mundo productor de plutonio, es visible en la distancia.

Durante la Segunda Guerra Mundial, la Sección S-1 de la Oficina federal de Investigación y Desarrollo Científico (OSRD) patrocinó un proyecto de investigación intensivo sobre plutonio. El contrato de investigación fue otorgado a científicos del Laboratorio Metalúrgico de la Universidad de Chicago (Met Lab). En ese momento, el plutonio era un elemento raro que se había aislado recientemente en un laboratorio de la Universidad de California. Los investigadores del Met Lab trabajaron en la producción de "pilas" de uranio que reaccionaban en cadena para convertirlo en plutonio y en encontrar formas de separar el plutonio del uranio. El programa se aceleró en 1942, cuando el gobierno de los Estados Unidos se preocupó de que los científicos de la Alemania naziestaban desarrollando un programa de armas nucleares.
El 10 de marzo de 1945, Hanford Plutonium Works se cerró temporalmente debido a los ataques japoneses con bombas que transportaban globos, que habían estado en curso desde el 3 de noviembre de 1944. El público en general no tuvo conocimiento de ello hasta el 31 de agosto de 1945, cuando dicha información se dio a conocer al público. La guerra terminó dos días después, el 2 de septiembre de 1945.

### Selección de sitio
Hanford High School , que se muestra antes de que los residentes fueran desplazados por la creación del sitio Hanford
En septiembre de 1942, el Cuerpo de Ingenieros del Ejército colocó el recién formado Proyecto Manhattan bajo el mando del general de brigada Leslie R. Groves, encargándole la construcción de plantas de tamaño industrial para la fabricación de plutonio y uranio. Groves reclutó a DuPont Company como contratista principal para la construcción del complejo de producción de plutonio. DuPont recomendó que se ubicara lejos de las instalaciones de producción de uranio existentes en Oak Ridge, Tennessee. El sitio ideal se describió con estos criterios:
- Una extensión de tierra grande y remota.
- Un "área de fabricación peligrosa" de al menos 19 por 26 km.
- Espacio para instalaciones de laboratorio al menos a 13 km del reactor o planta de separación más cercanos.
- No hay pueblos de más de 1000 habitantes a menos de 32 km del peligroso rectángulo.
- Ninguna carretera principal, ferrocarril o aldea de empleados a menos de 10 millas (16 km) del rectángulo peligroso.
- Un suministro de agua limpia y abundante.
- Una gran fuente de energía eléctrica.
- Terreno que pueda soportar cargas pesadas.

En diciembre de 1942, Groves envió a su asistente, el coronel Franklin T. Matthias y a los ingenieros de DuPont a explorar sitios potenciales. Matthias informó que Hanford era "ideal en prácticamente todos los aspectos", a excepción de las ciudades agrícolas de White Bluffs y Hanford. El general Groves visitó el sitio en enero de 1943 y estableció Hanford Engineer Works, cuyo nombre en código es "Sitio W". El gobierno federal rápidamente adquirió la tierra bajo su autoridad de poderes de guerra y reubicó a unos 1500 residentes de Hanford, White Bluffs y asentamientos cercanos, así como al pueblo Wanapum, tribus confederadas y bandas de la nación Yakima, las tribus confederadas de la Reserva India Umatilla y la Tribu Nez Perce.